# Flugplatz Salzgitter-Drütte

i7
i11
i13
Der Flugplatz Salzgitter-Drütte (ICAO-Code: EDVS) ist ein Verkehrslandeplatz in Salzgitter. Er verfügt über eine 535 Meter lange und 20 Meter breite Asphaltpiste und ist für Segelflugzeuge, Motorsegler, Ultraleichtflugzeuge und Motorflugzeuge mit einem Höchstabfluggewicht von bis zu zwei Tonnen sowie für Hubschrauber bis zu einem Höchstabfluggewicht von bis zu sechs Tonnen zugelassen.
Der Verkehrslandeplatz wurde 1955 gegründet. Er wird vom Motorflug-Club Salzgitter (MFC) ehrenamtlich betrieben, der dort mehrere Flugzeuge unterhält. Die die Salzgitter AG hat 2025 den Pachtvertrag zum Ende des Jahres gekündigt, um das Gelände für die Produktion grünen Stahls und erneuerbare Energien zu nutzen. In der Bevölkerung regt sich Widerstand gegen die geplante Schließung des Verkehrslandeplatzes, eine Online-Petition und politische Gespräche sollen den Erhalt unterstützen.